# Política de informações
A Política de Informação consiste em elaborar regras, procedimentos e responsabilidades específicas para compartilhar, disseminar, adquirir, classificar e padronizar informações dentro de uma organização.
Todas as empresas pequenas ou grandes precisam de uma política de informação; é necessário estabelecer regras sobre os dados que serão organizados e armazenados, e quem terá permissão para acessá-los e modificá-los.
Em uma empresa pequena, a política de informação pode ser implementada pelos proprietários ou gerentes, ao contrário de uma organização grande, que requer uma função formal de administração de dados, responsável pelas políticas e procedimentos específicos, onde as informações podem ser gerenciadas como recurso operacional.
Uma das atribuições da política de informações é especificar a Política de segurança da informação.